# Cesonia irvingi
Cesonia irvingi är en spindelart som först beskrevs av Cândido Firmino de Mello-Leitão 1944. 
Cesonia irvingi ingår i släktet Cesonia och familjen plattbuksspindlar. IUCN kategoriserar arten globalt som otillräckligt studerad. Inga underarter finns listade i Catalogue of Life.